# Chameleon (Helloween-Album)
Chameleon ist das fünfte Studioalbum der deutschen Metal-Band Helloween. Es wurde 1993 von EMI veröffentlicht.

## Musikstil
Chameleon führt die mit dem Vorgänger Pink Bubbles Go Ape bereits ins Wanken geratenen Band beinahe zum Karriereende: Das Songmaterial hat über weite Strecken nichts mehr mit Power Metal oder Speed Metal, den Stilen, die Helloween prägten und für die die Band bekannt wurde, zu tun. Es sind neben einigen Progressiv-Rock-Elementen auch Einflüsse aus der Popmusik und vielen weiteren Richtungen wie Klassik, Swing, Country und Gothic Rock vorhanden. Hinzu kommen für Helloween untypische Instrumente wie Synthesizer, akustische Gitarre, Kirchenorgel und Violine. Die klassischen Musiker Stefan Pintev und Axel Bergstedt halfen Helloween bei diesen Erneuerungen. Außerdem beteiligte sich der Kinderchor des Hamburger Bachorchesters an den Aufnahmen für das Album.

## Bedeutung
Der Musik ist die interne Zerrissenheit und Orientierungslosigkeit der Gruppe deutlich anzuhören. Das Album wurde von Fans und Kritikern fast ausnahmslos verrissen und wird allgemein als schlechtestes Helloween-Album bezeichnet. Die Spannungen unter den Bandmitgliedern gipfelten darin, dass Ingo Schwichtenberg die Band noch vor der Tour 1993 verlassen musste. Der Grund war neben seinem Drogenkonsum die Tatsache, dass er an Schizophrenie litt. Als Sessiondrummer wurde Richie Abdel Nabi verpflichtet. Die Spielfreude und die starke Publikums-Einbindung früherer Tourneen sind gewichen, eine Tatsache, die von Michael Kiskes Kehlkopfentzündung während der Europadaten noch verstärkt wurde. Nach der Tour stieg auch er aus, ebenso entließ EMI die Band aus ihrem Vertrag. Mit ihrem neuen Sänger Andi Deris und Schlagzeuger Uli Kusch wagte die Band anschließend einen musikalischen Neuanfang.

## Titelliste
1. First Time (Weikath) – 5:30
2. When the Sinner (Kiske) – 6:54
3. I Don’t Wanna Cry No More (Grapow) – 5:11
4. Crazy Cat (Grapow) – 3:29
5. Giants (Weikath) – 6:40
6. Windmill (Weikath) – 5:06
7. Revolution Now (Weikath) – 8:04
8. In the Night (Kiske) – 5:38
9. Music (Grapow) – 7:00
10. Step Out of Hell (Grapow) – 4:25
11. I Believe (Kiske) – 9:12
12. Longing (Kiske) – 4:15

### Expanded Edition Bonustracks
1. I Don’t Care You Don't Care (Weikath) – 4:01
2. Oriental Journey (Grapow) – 5:43
3. Cut in the Middle (Grosskopf) – 3:57
4. Introduction (Weikath) – 3:52
5. Get Me Out of Here (Weikath) – 2:50
6. Red Socks and the Smell of Trees (Helloween) – 10:48
7. Ain’t Got Nothing Better (Grosskopf) – 4:41
8. Windmill (Demo) (Weikath) – 5:28

### Singleauskopplungen
- When the Sinner
- I Don’t Wanna Cry No More
- Windmill (Europa) / Step Out of Hell (Japan)